# Bonabwaba
Bonabwaba  est un village de la commune de Mouanko, dans le département de la Sanaga-Maritime et la région du Littoral au Cameroun. On y accède par la rive droite de la Sanaga.

## Histoire
Ce clan a été fondé par le guerrier Malimba Bwab'a ItiIa, descendant de Manga Ilimbe. C'est de ce clan qu'est issu le tout premier roi des Malimba, Moukok'a Mananye "King Pass All", signataire du traité germano-malimba le 13 août 1884 ;  à sa mort son fils Moukoko Jean lui succédera sur le trône.

## Population
En 1967, Bonabwaba comptait 85 habitants, principalement Malimba.
Lors du recensement de 2005, 31 personnes ont été dénombrées dans le village.